# 维克多·拉斯提格
维克多·拉斯提格（德語：Victor Lustig，1890年1月4日—1947年3月11日），奥匈帝国骗子，曾经两次策划出售埃菲尔铁塔的骗局。此后他逃到纽约并制作和出售一种宣称可以复制任何货币的箱子。1935年，拉斯提格被捕并被判处15年有期徒刑。承认了出售埃菲尔铁塔的骗局后，刑期被加至20年。服刑12年后，因肺炎去世。

## 十條戒律
拉斯提格給出十條給騙子的戒律：
- 當一名有耐心的聽者。
- 從不看似無聊。
- 等待其他人揭露政治立場，然後同意他們。
- 等待其他人揭露宗教觀，然後同意他們。
- 暗示性話題，但等到其他人深感興趣才接下去。
- 除特殊情況外，不聊疾病。
- 不窺探他人的個人情況。
- 不自誇，只須讓你的重要性悄悄地顯現。
- 保持整潔。
- 不喝醉。

## 外部連結
- Listen to an episode from radio show about Victor Lustig

1. ↑  Lindskoog, Katherine Ann.; Fakes, Frauds & other malarkey